# Der lustige Krieg (kadrilj)
Der lustige Krieg, op. 402, är en kadrilj av Johann Strauss den yngre. Den framfördes första gången den 14 februari 1882 i Sofienbad-Saal i Wien.

## Historia
Johann Strauss operett Det lustiga kriget hade premiär på Theater an der Wien den 25 november 1881 och spelades fler än hundra gånger i rad. Även utomlands sattes operetten upp på hundratals teatrar. (En av de första att sätta upp verket var den lilla landsortsteatern i Laibach (nuvarande Ljubljana i Slovenien) där repetitionerna regisserades av den ännu okände tonsättaren Gustav Mahler.) Strauss arrangerade totalt tio separata orkesterstycken från operettens musiknummer, däribland kadriljen med samma namn som operetten: Der lustige Krieg. Den framfördes första gången vid Wiens Författare- och Journalistförening ""Concordias" karnevalsbal den 14 februari 1882. Johanns broder Eduard Strauss dirigerade Capelle Strauss.

## Om kadriljen
Speltiden är ca 5 minuter och 15 sekunder plus minus några sekunder beroende på dirigentens musikaliska tolkning.
Kadriljen var ett av tio verk där Strauss återanvände musik från operetten Det lustiga kriget:
- Der lustige Krieg, Marsch, Opus 397
- Frisch ins Feld, Marsch, Opus 398
- Was sich liebt, neckt sich, Polka-francaise, Opus 399
- Kuß-Walzer, Vals, Opus 400
- Der Klügere gibt nach, Polkamazurka, Opus 401
- Der lustige Krieg, Kadrilj, Opus 402
- Entweder - oder, Polka-Schnell, Opus 403
- Violetta, Polka-francaise, Opus 404
- Nord und Süd, Polkamazurka, Opus 405
- Italienischer Walzer, Vals, Opus 407

## Weblänkar
- Der lustige Krieg i Naxos-utgåvan.